# Marie Frommer
Marie Frommer née le 17 mars 1890 à Varsovie et décédée le 16 novembre 1976 à New-York est une architecte allemande d'origine polonaise.

## Biographie
Marie Frommer naît en 1890 à Varsovie au sein d'une famille juive.
Elle commence en 1912 ses études d'architecture à la Königlichen Technischen Hochschule Charlottenburg, une des rares femmes figurant à cette époque parmi les étudiants de l'université technique de Berlin. Cependant, trouvant l'enseignement « démodé et poussiéreux », elle poursuit son cursus à l'université technique de Dresde. Elle s'intéresse particulièrement à l'urbanisme et au thème du développement urbain, alors peu évoqué. Une fois diplômée, elle retourne à Berlin et y fonde son bureau d'architecture en 1926.
Elle conçoit et construit de nombreux projets de maisons, magasins et hôtels, dessinant aussi leur aménagement intérieur. Parmi ses projets les plus connus peuvent être cités l'hôtel Villa Majestic, à Berlin ou encore le grand magasin Textilia à Ostrava,. En 1936, son nom n'apparaît plus sur l'annuaire de la communauté juive de Berlin : elle a fui l'Allemagne pour Londres. Puis en 1940, elle quitte l'Europe pour New York. Le numéro du magazine Progressive architecture - pencil points de juillet 1944 publie la réalisation d'un club par Marie Frommer avec Paul Bry, à New York. Elle y travaille jusqu'en 1946. Elle meurt en 1976 à New York.
La revue Archirectural Record la présente en 1948, comme l'une des dix femmes architextes américaines les plus brillantes. Une exposition à New York en 1977, Women in American Architecture: A Historic and Contemporary Perspective, inclut une présentation de quelques-unes de ses créations, comme une autre à Berlin en 1984, organisée par l'Union internationale des femmes architectes.